# Доктор Айболит (повесть)
«Доктор Айболит» — прозаическая повесть Корнея Чуковского, опубликованная в 1936 году. Это пересказ и переработка произведения английского писателя Хью Лофтинга «История доктора Дулиттла» (1920), в котором действует аналогичный персонаж — доктор Дулиттл.

## История создания
- 1923—1924 — переложение текста первой книги Хью Лофтинга для маленьких детей.
- 1925 — рассказы «Приключения белой мышки» и «Маяк» (по Лофтингу).
- 1935 — первая публикация «Приключений белой мышки».
- 1936 — расширенная редакция «Доктора Айболита» в 2 частях. Перепечатывалась с незначительными изменениями во всех переизданиях вплоть до появления окончательной версии 1954 года.
- 1938 — расширенная редакция в 4 частях. До появления версии 1954 года воспроизводилась лишь один раз — в 1950 году.
- 1954 — канонический (окончательный) вариант в 2 частях.

## Сюжет

### Часть 1. Путешествие в Страну Обезьян
Добрый доктор Айболит лечил зверей и людей и никому никогда не отказывал в помощи. В его доме всегда жили звери. У него была злая сестра Варвара, которая не любила зверей и сердилась на доктора за то, что последние живут у него в комнате. С бедняков и зверей доктор денег не брал, но однажды остался без хлеба. Тогда звери стали кормить его: свинка Хрю-Хрю и сова Бумба устроили во дворе огород, корова давала своё молоко, а куры несли доктору яйца. Собака Авва и обезьяна Чичи убирали в доме доктора.
Доктор был очень доволен:

— Никогда у меня в моём домике не было такой чистоты. Спасибо вам, дети и звери, за вашу работу!

Дети весело улыбались ему, а звери в один голос отвечали:

— Карабуки, марабуки, бу!

На зверином языке это значит: «Как же нам не служить тебе? Ведь ты лучший наш друг».

Однажды в дом доктора влетела ласточка и попросила его поехать в Африку, чтобы вылечить смертельно больных обезьян:
Есть только один человек, который может их спасти, — это вы. Берите с собой лекарства, и едем скорее в Африку! Если вы не поедете в Африку, все обезьяны умрут.
Разве доктор может отказать в помощи? Его старый друг, моряк Робинзон, которого доктор когда-то спас от лихорадки, дал свой корабль. Взяв на борт корабля некоторых из своих друзей, доктор отправился в Африку — на помощь больным обезьянам. Корабль мчался на всех парусах, но тут поднялась страшная буря. Герои остались целыми и невредимыми, но корабль, к большому сожалению, разбился.
Как только путешественники высадились на берег, они тут же попали в плен к злому разбойнику Бармалею. Доктор со своими друзьями изо всех сил отбивались от его слуг, но последние оказались сильнее. Они посадили героев в тюрьму, ключ от которой Бармалей спрятал у себя под подушкой. Разбойник планировал казнить всех своих пленников сразу на рассвете. Но попугай Карудо смог протиснуться между железными прутьями решётки и выбраться наружу. Он полетел к Бармалею, вытащил у него из-под подушки ключ и принёс доктору. Доктор открыл ключом двери темницы и выбрался с друзьями на свободу. Узнав, что доктор Айболит сбежал, Бармалей послал за беглецами погоню.
Доктор бежал изо всех сил. Обезьяны увидели его издалека и с нетерпением ждали. Но на пути доктора оказалась широкая река, которую невозможно переплыть, а медлить нельзя было ни минуты — слуги Бармалея настигали героев. Тогда одна из обезьян ухватилась за дерево, которое росло на берегу реки, вторая обезьяна ухватила первую за хвост, и таким образом обезьяны построили мост, чтобы доктор перебрался на другой берег. Слуги Бармалея последовали за доктором, но на середине моста одна из обезьян разжала пальцы, мост рассыпался, и слуги Бармалея упали в реку. Таким образом они были побеждены.
Больных обезьян было очень много, и доктор со своими помощниками не справлялись с работой. Тогда доктор решил обратиться за помощью к местным зверям. Он просил льва, носорогов и тигров, но никто из них не захотел помочь доктору. Вскоре заболел маленький львёнок, и лев, попросив прощения у доктора, помог лечить больных, за что доктор вылечил его сына. А когда понадобилась помощь другим детёнышам, носороги и тигры уже вылечили обезьян, вообще раскаявшись, как они обидели доброго доктора Айболита.
В благодарность звери подарили доктору необычное животное — Тянитолкая. У этого зверя две головы: одна спереди, другая сзади. Когда одна голова спит, другая бодрствует, и поэтому ещё ни один охотник не смог его поймать. Тянитолкая никогда не видели. Добрый доктор очень понравился Тянитолкаю, и последний согласился поехать с ним. Но возвращаться пришлось также через страну, где жил Бармалей. Там слуги Бармалея снова попытались схватить отважных путешественников, но те победили врагов, захватили корабль Бармалея и благополучно вернулись домой.
Дома друзья радостно встретили доктора. Он подарил корабль Бармалея моряку Робинзону. Тянитолкай быстро освоился со своими новыми друзьями. Он смело разгуливал по улицам и катал детей. Злая Варвара тоже решила покататься на Тянитолкае и ударила его зонтиком. Тянитолкай рассердился и сбросил Варвару в море. Мимо проплывал моряк Робинзон. Он вытащил Варвару из воды и отвёз на далёкий необитаемый остров, где она не могла никого обижать.

### Часть 2. Пента и морские пираты
Однажды, гуляя с друзьями по берегу моря, доктор Айболит увидел пещеру, запертую на большой замок. Сова Бумба, обладая тонким слухом, услышала, как за запертой дверью плачет человек. Разрубив топором дверь пещеры, доктор увидел мальчика по имени Пента. Как оказалось, Пента рыбачил с отцом, и их лодку захватили пираты. Рыжего рыбака пираты увезли с собой, а Пенту заперли в пещере. Доктор позвал на помощь дельфинов, которые были рады услужить ему. Они обыскали всё море и расспросили всех раков и рыб, но отца Пенты так и не нашли.
Тогда доктор позвал орлов. Последние тоже были рады прийти на помощь доктору Айболиту. Они осмотрели всю землю, все леса и поля, все горы, города и деревни, но также безрезультатно. Тогда за дело взялась собака Авва. Она понюхала носовой платок отца Пенты и по запаху ветра определила, в каком направлении нужно искать. Доктор попросил корабль у своего друга, моряка Робинзона, и герои отправились в плавание. В море они обнаружили высокую скалу, на которой Авва обнюхала каждую трещинку и в яме обнаружила отца Пенты. Доктор отвёз рыбака с сыном в их родную деревню.
Староста деревни, карлик Бамбуко, подарил Авве красивый ошейник, на котором крупными буквами было написано: «Авве — самой умной и храброй собаке». Через три дня, на обратном пути путешественники встретили пиратов, но доктор позвал на помощь ласточку. Она привела журавлей, которые на верёвке потянули корабль вперёд так быстро, что пираты не смогли их догнать. Но в корабле появилась пробоина, и путешественники, собрав вещи, покинули судно. Увидев брошенный корабль, пираты захватили его, а доктор Айболит с друзьями потихоньку пробрались на корабль пиратов.
Пираты всё же заметили героев и бросились за ними в погоню на корабле доктора. Но так как корабль протекал, пираты оказались в море, где акулы проглотили их всех до одного. Дома уже знали, что доктор победил пиратов во главе с Бармалеем, и устроили небывалый праздник. Но доктор не мог долго наслаждаться весельем — его ждали больные звери. Пента помог доктору, и последний быстро справился с работой и вернулся к празднику.

### Часть 3. Огонь и вода
Моряк Робинзон поехал в Африку, чтоб привезти Тянитолкаю его маленького сына Дика. Когда корабль Робинзона был уже совсем близко, погас маяк, который освещал вход в гавань. Нужно было срочно зажечь на нём огонь, чтобы корабль не разбился о скалы. Доктор отправился на маяк, а чайки полетели навстречу кораблю, чтобы задержать его. Сторож маяка, старый негр Джамбо, лежал без сознания, но у доктора не было времени ему помочь — он бросился искать спички на маяке. Наконец они были найдены, лампы зажжены, и корабль благополучно добрался до берега.
Теперь нужно было заняться Джамбо, у которого на лбу была рана. Когда Джамбо пришёл в себя, он рассказал, что его ударил беглый пират Беналис. Последний сбежал с необитаемого острова, на который его отправил доктор, и теперь хочет отомстить Айболиту: поджечь его дом и убить живущих в нём зверей. Доктор побежал домой, но пират схватил его и бросил в колодец, а сам поджёг дом. Сидя в колодце, доктор стал звать на помощь. Его услышала старая зелёная лягушка и привела журавлей. Они принесли верёвку и вытащили доктора из колодца.
Доктор бросился к горящему дому и кинулся в самый огонь, чтобы спасти зверей, но задохнулся от дыма и потерял сознание. Но спасённые им звери вытащили его из огня, и доктор пришёл в себя. На помощь ему со всех краёв прилетели птицы, прибежали звери, даже приплыли огромные гренландские киты и своими фонтанами потушили пожар. Но дом доктора сгорел, и последнему негде было жить. Все друзья предлагали ему свои дома, но доктор предпочёл жить в пещере на берегу моря.
Тем временем Беналис решил украсть корабль у моряка Робинзона, выйти на нём в море и снова убивать и грабить людей. Он плыл на лодке к кораблю. Птицы закрыли собой маяк, и в темноте лодка Беналиса разбилась о скалы, а пират утонул. Доктор же, промокнув в колодце, сильно простудился, но никак не мог найти подходящей пещеры. Тогда ему пришли на помощь бобры. Своими крепкими зубами они свалили деревья, обработали брёвна и построили новый крепкий дом, а друзья дали ему (то есть доктору) лекарство, чтоб он поскорее выздоровел.

### Часть 4. Приключения белой мышки
Жила-была белая мышка по имени Белянка. Все её братья и сестры были серыми, а она — белой. Однажды мыши пошли погулять, а Белянку с собой не взяли, чтобы её не увидел Чёрный Кот. Но Белянка побежала за ними. Чёрный Кот схватил её своими страшными когтями. К счастью, это увидел Пента, сын рыбака. Он спас Белянку и посадил её в клетку. Пента был добрый мальчик, и Белянке хорошо жилось у него, но она хотела выбраться на свободу. Однажды она перегрызла прутья клетки и убежала.
На улице был снег, и Белянка могла свободно гулять по городу, так как она была невидима на снегу. Вдруг она увидела старую серую крысу, которая сидела на пороге сарая и плакала. Крыса не могла выйти на улицу и раздобыть себе еду — её бы тут же заметили на снегу. Белянка всю зиму приносила крысе поесть, а летом крыса стала приносить еду Белянке. Однажды мимо сарая прошли братья и сёстры Белянки. Они шли в лес танцевать, но Белянку не взяли с собой и на этот раз — из-за неё их увидит сова.
Увидев, что Белянка плачет, крыса придумала выкрасить её в серый цвет. В сарае находилась мастерская красильщика, где Белянка окунулась в корыто с краской. Но крыса перепутала в темноте краски, и Белянка почему-то стала жёлтой. Разозлившись на старую крысу, Белянка решила от неё уйти. Но только она выбежала из сарая, как за ней погнались Чёрный Кот, школьники и собаки. Никто никогда не видел жёлтую мышку.
Наконец-то Белянка добралась до родного дома, но мать не узнала её и выгнала:
Моя Белянка была белее снега, а ты жёлтая, как ромашка, как желток, как цыплёнок. Такой дочери у меня никогда не бывало! Ты не моя дочь. Ступай отсюда!
Плача, Белянка прибежала к морю, пытаясь в воде смыть краску, но бесполезно. Тогда она решила вернуться к Пенте, но по дороге встретила мышь, которая посоветовала Белянке обратиться к доктору Айболиту. Последнему очень понравилась жёлтая шерсть мышки, и он не стал её лечить, а оставил у себя. Белянка стала Фиджей (то есть золотой мышкой) и теперь с другими зверями распевает их весёлую песню:

Шита рита, тита дрита!

Шивандада, шиванда!

Мы родного Айболита

Не покинем никогда!

## Экранизации
| Год       | Название         | Режиссёр          | Исполнитель роли Айболита | Примечания |
| --------- | ---------------- | ----------------- | ------------------------- | --- |
| 1938      | «Доктор Айболит» | Владимир Немоляев | Максим Штраух             | Полнометражный чёрно-белый фильм.                                                                                 |
| 1966      | «Айболит-66»     | Ролан Быков       | Олег Ефремов              | Вольная экранизация повести, основанная на её адаптации — пьесе Вадима Коростылёва «О чём рассказали волшебники». |
| 1984—1985 | «Доктор Айболит» | Давид Черкасский  | Зиновий Гердт             | Мультипликационный сериал по мотивам нескольких произведений Корнея Чуковского, включая повесть «Доктор Айболит». |